# ともち
ともち（6月5日 - ）は日本の女性漫画家。神奈川県横浜市出身。身長150cm、血液型はO型。現在は4コマ漫画で活躍中。
同じ｢ともち｣名義でBLを描いているのは全くの別人。

## 略歴と概要
1984年、持ち込み作品であった「海ちゃんはLLサイズ」が認められ少年ジャンプ系列の少年誌で須賀知子名義デビューするも、「そんなに甘くはなかった」と本人談で語られる様にしばらくはボツ地獄と挫折という苦節の日々を経験しつつ腕を磨く。
1988年、講談社『モーニング』の第18回ちばてつや賞一般部門入選。入選作品は『3年目のさよなら』でこの作品からペンネームを使用、すがともこから現在のともちに変更したこともあって再デビューと位置づけられる。ちなみにこの時のヤング部門優秀新人賞は岡田和人である。
講談社の少女誌『mimi』（廃刊）で数本の短編読み切りを発表したのち、1990年代はスコラの『コミックバーガー』（のち『コミックバーズ』と改名）を活動の舞台とし、代表作『だいすき!』、『愛をあげよう』などが生まれた。
順調な活動を続けていたものの『バーガー』誌発行元であるスコラが倒産し、後を受けたソニー・マガジンズも短期間で撤退。幻冬舎による編集方針の大幅変更などに翻弄され活動が中断。2003年より芳文社の4コマ誌に移って執筆活動を再開している。
現在は二児の母であり、単行本や自身のサイトに育児漫画を書き下ろす事が多い。連載中の4コマ漫画『しあわせねっ』においても日々の育児を題材とした内容が中心となっている。
2016年、藤澤ともち名義で応募した児童文学作『とうちゃんと僕、そしてユーレイババちゃん』が第18回ちゅうでん児童文学賞大賞を受賞。翌2017年に『とうちゃんとユーレイババちゃん』と改題の上、講談社から出版された。なお本作では挿画は本人ではなく佐藤真紀子が担当している。

## 作品リスト

### すがともこ 名義
- 海ちゃんはLLサイズ（1984年、フレッシュジャンプ10月号、集英社）※掲載時は須賀知子名義
- 満月パニック!（1985年、フレッシュジャンプ5月号）※掲載時は須賀知子名義 - 以上は単行本「ときめき新婚マニュアル」に収録
- でいもんず（雑誌未発表） - 単行本『愛をあげよう』第1巻に収録
- 卑弥呼 邪馬台国のなぞの女王（1988年、単行本、集英社）

### ともち 名義
シリーズ別・掲載順
- ときめき新婚マニュアルシリーズ
  1. 3年目のさよなら（1988年、週刊モーニング、講談社）
  2. 今夜も愛して♡（1988年、THE OPEN B コミックモーニング特別編集、講談社）
  3. ときめき新婚マニュアル part.1 -Welcome-（1988年、週刊モーニング）
  4. ときめき新婚マニュアル part.2 -明るい家族計画-（1995年、コミックバーガー、スコラ）
- 結婚しよう -MARRY ME-（1989年、mimiカーニバル、講談社）
- 12cmのメモリー（1989年、mimi、講談社）
- HAPPY ENDでふられたい（1989年、mimiカーニバル） - ここ迄は単行本「ときめき新婚マニュアル」に収録
- ここだけのナイショの話（1990年、コミックバーガー）
- Pの悲劇（1990年、コミックバーガー）
- 1日遅れのValentine（1990年、コミックバーガー）
- 今夜も僕は眠れない（1990年、コミックバーガー） - 以上4作品は単行本「サクラサケ」第2巻に収録
- 5Years After（1990年、コミックバーガー） - 単行本「サクラサケ」第1巻に収録
- サクラサケ（1990年 - 1992年、コミックバーガー）
- 好きなんだけど（1992年、コミックバーガー） - 単行本「サクラサケ」第2巻に収録
- だいすき!（1993年 - 1994年、コミックバーガー）
- 愛をあげよう（1995年 - 2000年、コミックバーガー → コミックバーズ、スコラ → ソニー・マガジンズ）
- Call Me…（2001年、月刊コミックガム、ワニブックス）
- れ・り・び（2001年 - 2002年、コミックバーズ、ソニー・マガジンズ → 幻冬舎）
- しあわせねっ（2003年 - 2006年、まんがタイム、まんがタイムファミリー、芳文社）
- おはよ♪（2006年 - 2009年、まんがタイム、まんがタイムファミリー、芳文社）
- しぇあっち!（2009年 - 2010年、まんがタイム）

### 藤澤ともち 名義
- とうちゃんと僕、そしてユーレイババちゃん（2016年、ちゅうでん児童文学賞応募作） - 出版時に「とうちゃんとユーレイババちゃん」に改題、講談社）

### 単行本
- 学習漫画 日本の伝記4 卑弥呼 邪馬台国のなぞの女王（1988年、集英社）ISBN 4-08-241004-X
  - ※監修：永原慶二、立案・構成：木村茂光、シナリオ：柳川創造
- サクラサケ（バーガーSC、スコラ）全2巻、絶版（※2冊に渡り前述の短編6話を収録）
  1. 1992年、ISBN 4-7962-4167-1
  2. 1992年、ISBN 4-7962-4183-3
- だいすき!（バーガーSC）全3巻、絶版
  1. 1993年、ISBN 4-7962-4243-0
  2. 1994年、ISBN 4-7962-4282-1
  3. 1995年、ISBN 4-7962-4332-1
- ときめき新婚マニュアル -ともち短編集-（1995年、バーガーSCデラックス、スコラ）全1巻、絶版、ISBN 4-7962-4316-X
  - ※ときめき新婚マニュアルシリーズ（全4話）の他、前述の短編5話を収録
- 愛をあげよう（バーガーSC、およびバーズコミックス、ソニー・マガジンズ）全9巻、両版とも絶版
  1. 1995年、ISBN 4-7962-4344-5・再版： 1999年、ISBN 4-7897-8141-0
  2. 1995年、ISBN 4-7962-4356-9・再版： 1999年、ISBN 4-7897-8142-9
  3. 1997年、ISBN 4-7962-4415-8・再版： 1999年、ISBN 4-7897-8143-7
  4. 1997年、ISBN 4-7962-4429-8・再版： 1999年、ISBN 4-7897-8144-5
  5. 1998年、ISBN 4-7962-4444-1・再版： 1999年、ISBN 4-7897-8145-3
  6. 1998年、ISBN 4-7962-4459-X・再版： 1999年、ISBN 4-7897-8146-1
  7. 1999年、ISBN 4-7897-8147-X
  8. 2000年、ISBN 4-7897-8238-7
  9. 2000年、ISBN 4-7897-8302-2
- れ・り・び（バーズコミックス、幻冬舎）全2巻
  1. 2001年、ISBN 4-344-80002-8
  2. 2002年、ISBN 4-344-80083-4
- しあわせねっ（まんがタイムコミックス、芳文社）
  1. 2005年、ISBN 4-8322-6394-3
- おはよ♪（まんがタイムコミックス）
  1. 2008年、ISBN 978-4-8322-6609-4
- とうちゃんとユーレイババちゃん（文学の扉、講談社）2017年、ISBN 978-4-06-283242-7
  - ※藤澤ともち名義　漫画ではなく児童文学書
- しぇあっち!（電子書籍版のみ、CLAP）2017年
  - ※複数の電子書籍サプライヤーで販売されている　1・2巻分冊版と全1巻合本版との二種類あり
- 今日はお茶碗ふたりぶん～"おいしいね"が聞こえる幸せ～（バーズコミックス、幻冬舎コミックス）2019年、ISBN 978-4-344-84491-9

## 特徴的なキャラクター
赤羽
「ときめき新婚マニュアル」、「だいすき!」に登場。基本的に周囲に害はないが全くモテないサラリーマンといった主人公の同僚というポジションで軽めのキャラクターとして描かれる。主人公にあてられっぱなしとなり、女性には縁が薄い。
作者本人
「だいすき!」の素子先生、「愛をあげよう」の睦月先生、「しあわせねっ」の佐倉さくらなど。
幼な子
各連載作品に一度は幼な子が登場し、子育ての苦労とそれを遙かに凌ぐ幸福感といった話題が触れられる。